# Albemarle Bertie
Sir Albemarle Bertie, 1. Baronet, KCB (* 20. Januar 1755; † 24. Februar 1824) war ein britischer Admiral und ein Befehlshaber während des Mauritiusfeldzuges.

## Frühe Jahre
Seine Jugendjahre liegen weitgehend im Dunkeln, lediglich das Datum seiner Beförderung zum Lieutenant im Dezember 1777 im Alter von 22 Jahren ist bekannt. Einen Teil des Amerikanischen Unabhängigkeitskrieges verbrachte er in französischer Gefangenschaft, nachdem seine Fregatte HMS Fox gekapert worden war. Erst 1782 diente er wieder in der Royal Navy als Captain der HMS Crocodile. Zwischen 1780 und 1790 heiratete er und bekam mit seiner Ehefrau Emma zwei Töchter.
Seine Ehefrau war die Tochter eines Cousins vierten Grades des Vaters von Peter Heywood, wodurch Bertie entfernt verwandt mit einem Besatzungsmitglied der Bounty war. Gleichzeitig war er Richter im Verfahren wegen der Meuterei auf ebendieser Bounty, in dem unter anderen auch Heywood angeklagt war.

## Spätere Jahre
1790 bekam Bertie während einer Mobilisierung der Royal Navy wegen eines Konfliktes mit Spanien die HMS Latona, 1792 wurde er auf HMS Edgar, 1793 auf HMS Thunderer versetzt. Mit HMS Thunderer nahm Bertie an der Seeschlacht am Glorious First of June teil. Die folgenden zehn Jahre verblieb Bertie bei der Kanalflotte und kommandierte nacheinander die Linienschiffe HMS Thunderer, HMS Renown, HMS Windsor Castle und HMS Malta. 1804 wurde er zum Konteradmiral ernannt, 1807 wurde er Oberbefehlshaber am Kap der Guten Hoffnung. In dieser Eigenschaft war er auch für den Mauritiusfeldzug verantwortlich. Obwohl erst seit September 1810 im Kampfgebiet erntete Bertie später die meisten Lorbeeren und wurde am 9. Dezember 1812 zum erblichen Baronet, of the Navy, erhoben, obwohl ein anderer Admiral – Admiral William O’Bryen Drury – dagegen protestierte, da er mehr Anspruch darauf vermeldete. Die Entscheidung ging aber zu Gunsten von Bertie aus.
Nach 1812 führte Bertie kein eigenes Kommando mehr, wurde aber am 4. Juni 1814 zum Admiral befördert. Am 2. Januar 1815 wurde er als Knight Commander in den Bath-Orden aufgenommen. Als er 1824 starb, erlosch mangels männlicher Nachkommen sein Baronet-Titel.